# Ларнака

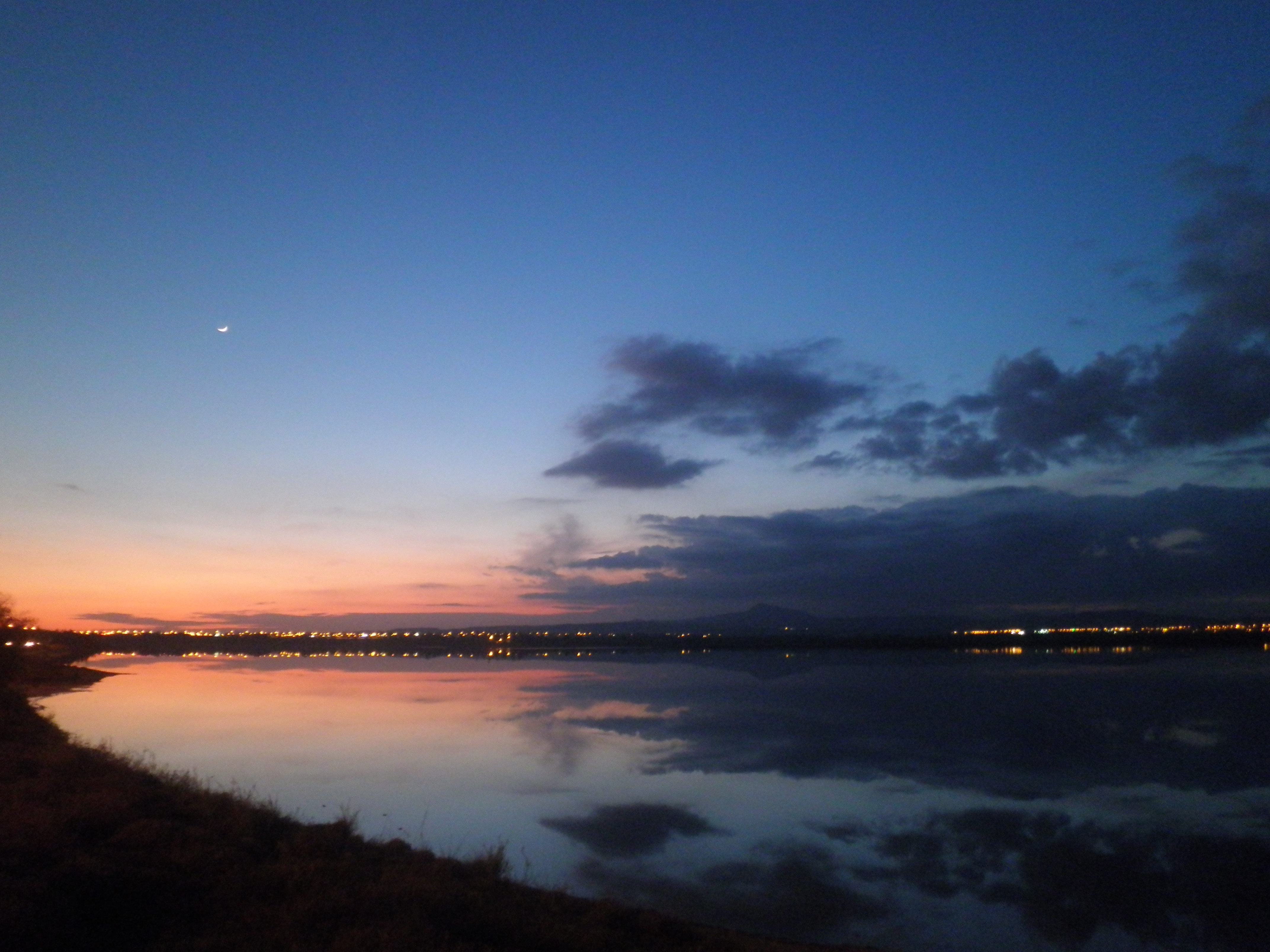
Солëное озеро Ларнаки

Ла́рнака (греч. Λάρνακα, древний Китион) — третий по величине город на Кипре (после Никосии и Лимасола), близ юго-восточного берега. Административный центр одноимённого района. Рядом с городом расположен главный аэропорт Кипра. Расстояние до Никосии — 34 км.

## История
Ларнака является преемником города-государства Китиона, которое, по преданию, было основано Киттимом, внуком Ноя. В этом городе родился выдающийся философ Зенон, который основал школу стоиков.
С IX в. до н. э. Китион был финикийским городом. С 333 г. до н. э. вошёл в державу Александра Македонского, а в 312 г. до н. э. перешёл под власть египетских Птолемеев. Затем под властью Рима и Византии. 
В VII—X вв. город подвергся землетрясениям и опустошительным набегам арабов. В период Кипрского королевства и венецианского владычества город назывался Аликес («Солёные озёра»). В 1570 году город был захвачен турками. Вероятно, из-за большого количества древних саркофагов, найденных здесь (по-гречески «ларнакес»), город назвали Ларнака.

## Достопримечательности

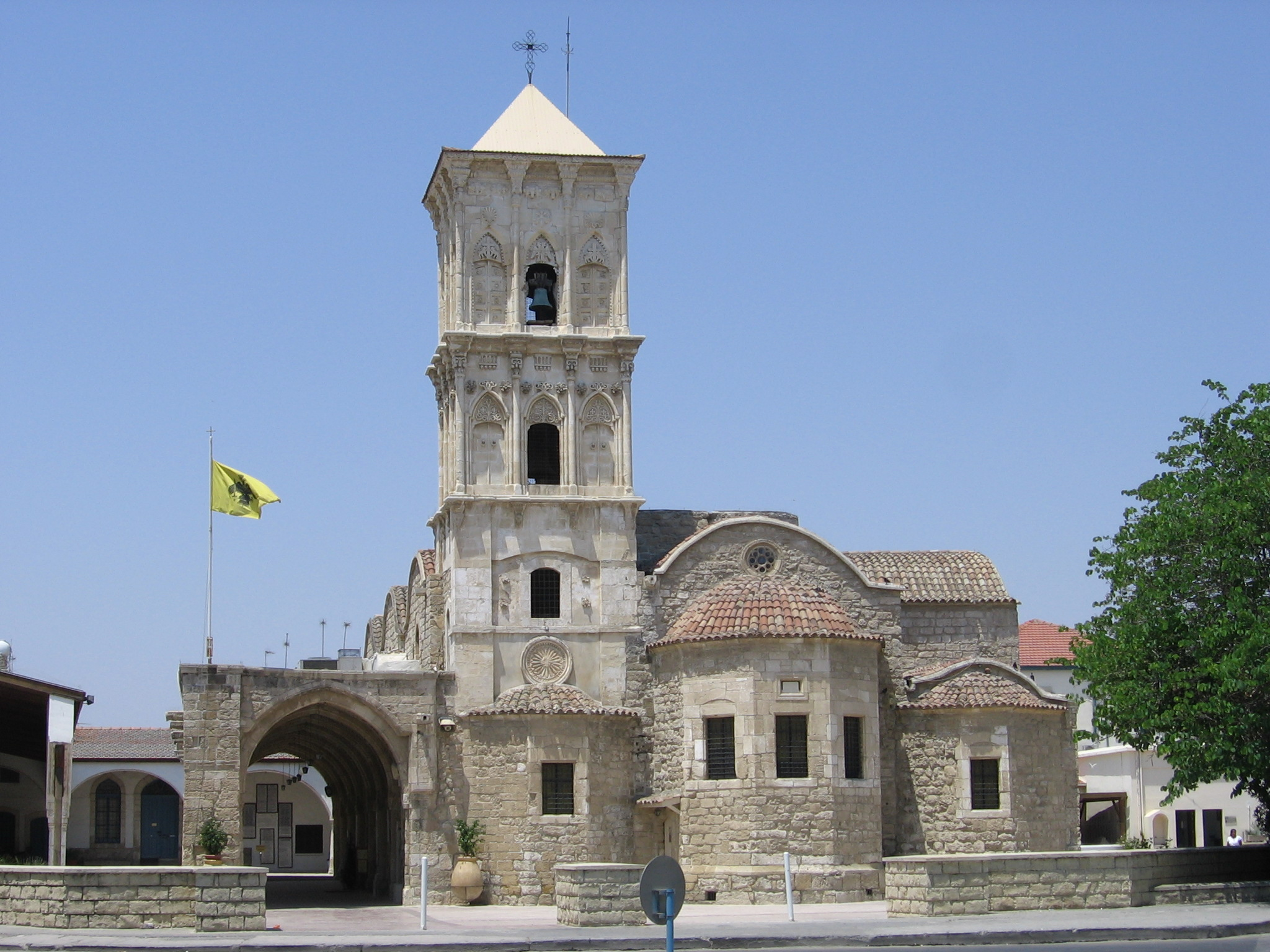
Церковь Святого Лазаря

- Одна из главных достопримечательностей Ларнаки — православная византийская церковь Святого Лазаря, христианская святыня. Церковь построена в IX веке на месте могилы Лазаря, который много лет был епископом Китиона (Ларнаки). В церкви хранится часть его мощей.
- Древнейшие археологические раскопки Китиона, археологический музей.
- Ларнакский замок.
- Римско-католическая церковь с францисканским монастырём.
- Оживлённое торговое предместье Марина на морском берегу.
- В Ларнаке находится 4-я по значимости в исламском мире мусульманская святыня — Мечеть Хала Султан Текке. Мечеть построена над саркофагом, где похоронена родная тетя Мухаммеда — Умм Харрам. Она вторглась на Кипр во главе отряда арабов-мусульман, имея цель заставить местных жителей принять ислам. Но упала с лошади, сломала себе шею и погибла. Мечеть активно посещается паломниками из стран ислама и туристами.
- Совсем рядом с Ларнакой лежит затонувший шведский паром «Зенобия», 178-метровое судно, перевозившее грузовые автоприцепы и технику (108 единиц такого груза до сих пор находятся на борту). Паром затонул в июне 1980 года из-за коллизий с компьютером управления балансом корабля, при этом никто не пострадал. Сегодня это широко известный объект для погружений дайверов-аквалангистов, приезжающих в Ларнаку специально ради «Зенобии» со всего мира. Ссылки на источники: на английском языке и на русском языке.

| Показатель                                             | Янв. | Фев. | Март | Апр. | Май  | Июнь | Июль | Авг. | Сен. | Окт. | Нояб. | Дек. | Год   |
| ------------------------------------------------------ | ---- | ---- | ---- | ---- | ---- | ---- | ---- | ---- | ---- | ---- | ----- | ---- | ----- |
| Абсолютный максимум, °C                                | 21,0 | 22,4 | 30,3 | 32,2 | 38,3 | 38,9 | 41,1 | 40,9 | 39,7 | 34,8 | 29,7  | 24,9 | 41,1  |
| Средний суточный максимум, °C                          | 16,8 | 16,8 | 19,1 | 22,5 | 26,5 | 30,3 | 32,4 | 32,7 | 30,9 | 28,1 | 22,6  | 18,3 | 24,7  |
| Средняя температура, °C                                | 12,1 | 11,8 | 13,9 | 17,1 | 21,2 | 25,0 | 27,3 | 27,6 | 25,4 | 22,6 | 17,5  | 13,7 | 19,6  |
| Средний суточный минимум, °C                           | 7,5  | 6,9  | 8,7  | 11,7 | 16,0 | 19,8 | 22,2 | 22,6 | 19,9 | 17,1 | 12,5  | 9,2  | 14,5  |
| Абсолютный минимум, °C                                 | 0,4  | −1,3 | 2,4  | 2,0  | 8,9  | 12,5 | 16,9 | 17,5 | 12,4 | 10,4 | 2,6   | 0,6  | −1,3  |
| Норма осадков, мм                                      | 77,6 | 40,9 | 34,4 | 17,7 | 8,8  | 2,7  | 0,6  | 0,4  | 7,1  | 13,8 | 53,1  | 94,5 | 351,5 |
| Температура воды, °C                                   | 16   | 16   | 17   | 18   | 20   | 23   | 25   | 26   | 26   | 24   | 21    | 18   | 21    |
| Источник: METEOROLOGICAL SERVICE, Туристический портал |      |      |      |      |      |      |      |      |      |      |       |      |       |

## Tранспорт

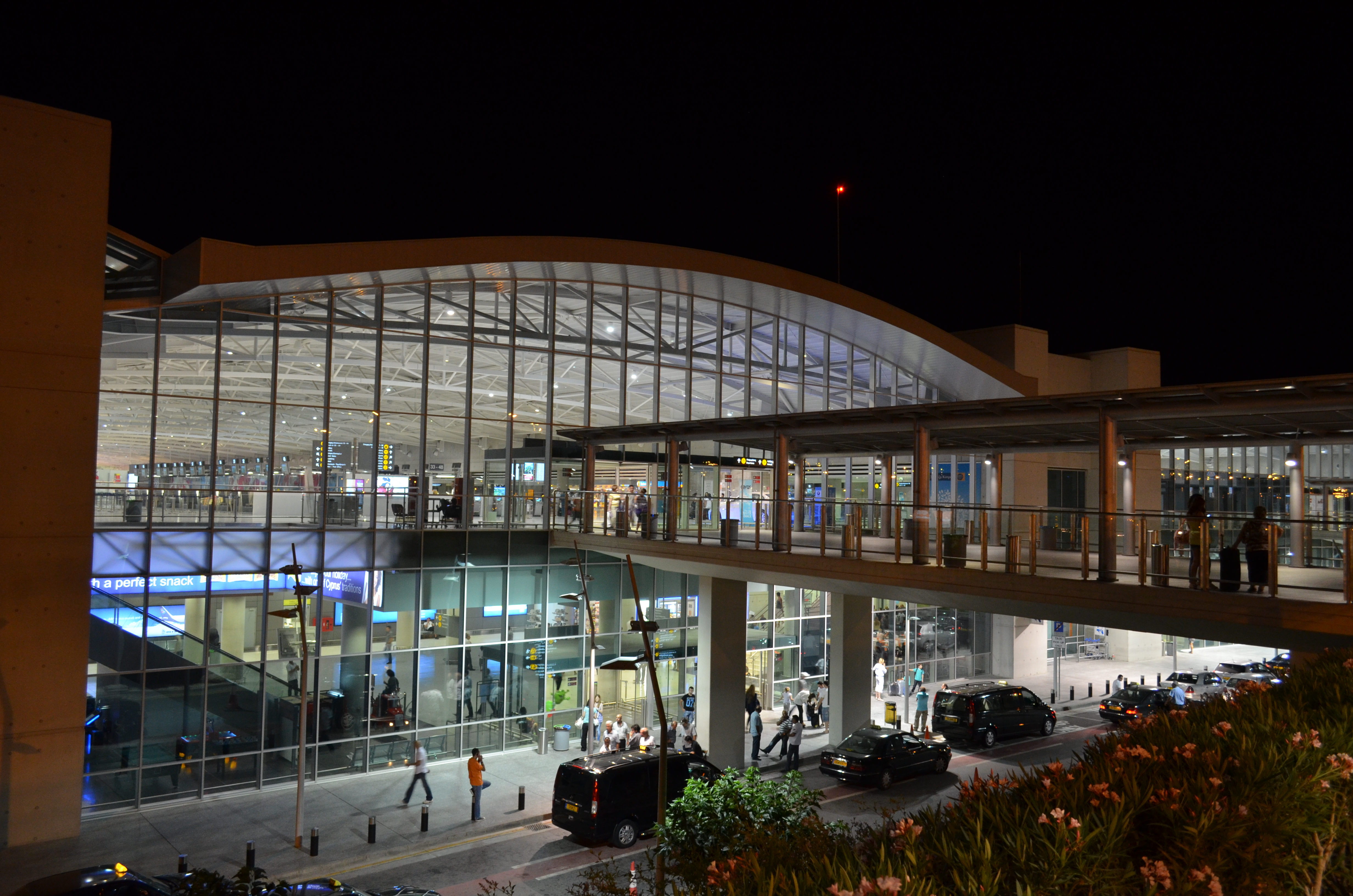
Ларнака (аэропорт)

Транспортные узлы города: Ларнака международный аэропорт — самый загруженный аэропорт республики и порт Ларнаки — второй по загруженности.

### Общественный транспорт
Общественный транспорт Ларнаки состоит только из автобусов.

## Города-побратимы
- Аяччо, Корсика, Франция (1989)
- Братислава, Словакия (1989)
- Владимир, Россия (2012)
- Глифада, Греция (1988)
- Ильюполис, Греция (2000)
- Краснодар, Россия (2019)[1]
- Лариса, Греция (1990)
- Лерос, Греция (2000)
- Новосибирск, Россия (1993)
- Одесса, Украина (2004)
- Пирей, Греция (1995)
- Поти, Грузия (1987)
- Саранда, Албания (1994)
- Сегед, Венгрия (1993)
- Харингей, Лондон, Великобритания (1987)Ларнакский форт XIV века

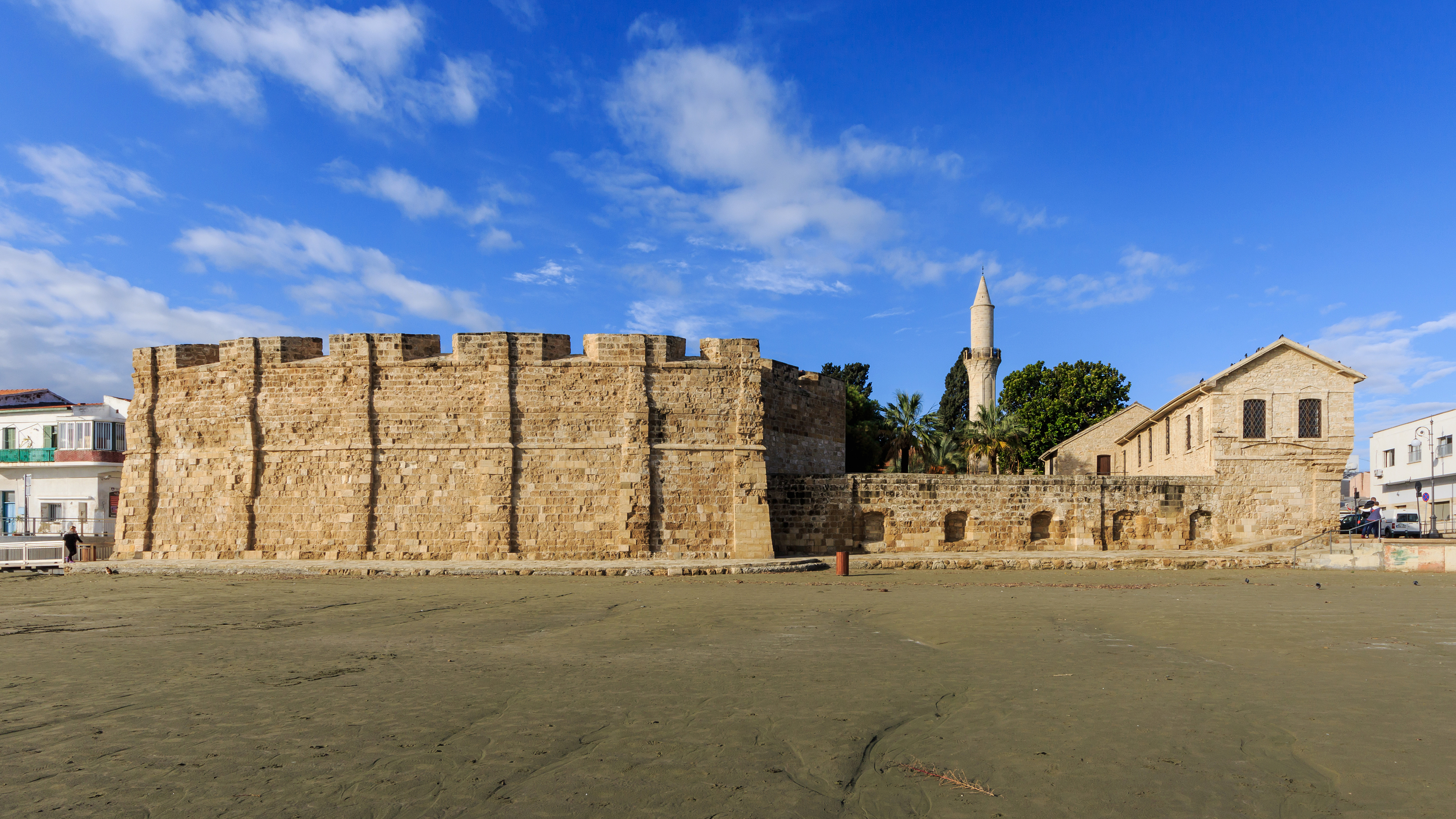
Ларнакский форт XIV века